# Principios humanitarios
Existen una multitud de significados atribuidos al término humanitario. En el contexto de la ayuda humanitaria se trata de salvar vidas y aliviar el sufrimiento. Típicamente se relaciona con la respuesta de emergencia (también reconocido como la respuesta humanitaria), en caso de un desastre o antrópico incluyendo una guerra u otro conflicto armado. Principios humanitarios gobiernan a la manera en que se lleva a cabo una respuesta humanitaria.
La Resolución 46/182 de la Asamblea General se anota los tres principios de la neutralidad, humanidad e imparcialidad en su anexo como un guía para proveer la asistencia humanitaria. La Resolución fue diseñada a fortalecer la respuesta humanitaria del Sistema Naciones Unidas, y aplica claramente a las Agencias de las Naciones Unidas. Posteriormente se incorpora el principio de la Independencia operacional

## Principios fundamentales

### Humanidad
El principio de humanidad quiere decir que el ser humano debe ser tratado humanamente en toda circunstancia a través de la protección de vidas y aliviando el sufrimiento, al mismo tiempo que se asegura el respeto del individuo. Este es el principio fundamental de la respuesta humanitaria.

### Imparcialidad
La provisión de la asistencia humanitaria debe ser imparcial y no basada en la nacionalidad, la raza, la religión o el punto de vista político. Debe basarse en la necesidad exclusivamente.
Para la mayor parte de las ONG humanitarias, el principio de imparcialidad no es ambiguo incluso aunque sea difícil de aplicar en ocasiones, especialmente en situaciones rápidamente cambiantes. No obstante, ya no es evidente qué organizaciones pueden considerarse humanitarias. Por ejemplo, empresas como PADCO, subcontratista de USAID, en algunos casos se ven como ONG humanitaria. Pero para las agencias de Naciones Unidas, particularmente en casos donde la ONU está involucrada en operaciones de paz en virtud del mandato de una resolución del Consejo de Seguridad, no queda claro si la ONU actúa de una manera imparcial cuando una de las partes actúa violando la Carta de las Naciones Unidas.

### Neutralidad
El CICR sigue, además de los principios centrales, el principio de la neutralidad. Para la Cruz Roja, la neutralidad significa no tomar lados en las hostilidades o involucrarse en ningún momento en controversias de una naturaleza política, racial, religiosa o ideológica.
El principio de la neutralidad fue específicamente anotada en el Movimiento de la Cruz Roja no solamente para prevenirlo de tomar lados en un conflicto, si no para evitar "involucrarse en cualquier momento en controversias de una naturaleza política, racial, religiosa o ideológica." El principio de la Neutralidad fue dejada por fuera del Código de la Cruz Roja/ONG dado que unos actores humanitarios, mientras que se comprometen con entregar asistencia imparcial, no estaban preparados a dejar de hacer cabildeo sobre temas de justicia relacionadas con cuestiones políticas y ideologícas.
La neutralidad también puede ser aplicada a las acciones humanitarias de un Estado. "La neutralidad se mantiene estrechamente ligada a la definición cual introdujo el concepto en el derecho internacional de designar el estatus de un Estado cual decidió mantenerse apartado de un conflicto armado. Por ende, sus aplicaciones debajo del derecho positivo siguen dependiendo en los criterios de abstención e imparcialidad cuales han caracterizado la neutralidad desde un inicio."
La aplicación de la palabra neutralidad a la ayuda humanitaria distribuida por las Agencias del SNU o incluso por gobierno puede ser confuso. Resolución 46/182 proclama el principio de la neutralidad, aunque como una organización política inter-gubernamental, la ONU frecuentemente está involucrada en controversias de una naturaleza política. Según esta interpretación, una Agencia ONU o un gobierno puede proveer una ayuda humanitaria neutral tal con tal que lo hace imparicalmente, basándose únicamente en la necesidad.
Hoy en día, la palabra neutralidad está ampliamente utilizada entre la comunidad humanitaria, usualmente para significar la provisión de la ayuda humanitaria de una manera imparcial e independiente, basada únicamente en la necesidad. Pocas ONG internacionales han reducido su trabajo a favor de la justicia o en temas de derechos humanos por su compromiso con la neutralidad.

## Código de Conducta de la Cruz Roja/ONG

### Imperativa Humanitaria
El Código de conducta relativo al socorro en casos de desastre para el Movimiento Internacional de la Cruz Roja y de la Media Luna Roja y las Organizaciones No Gubernamentales (ONG) introduce al concepto de la imperativa humanitaria cual expande el principio de la humanidad para incluir el derecho de recibir y dar ayuda humanitaria. Anuncia a la obligación de la comunidad internacional "proveer la asistencia humanitaria en dónde se necesite."

## Principios humanitarios adicionales
Además de los principios centrales, también existen otros principios que gobiernan a la respuesta humanitaria para tipos específicos de actores humanitarios tales como Agencias SNU, miembros del Movimiento de la Cruz Roja y las ONG.

### Independencia
Los actores humanitarios deben formular e implementar sus propias políticas independientemente de las políticas o acciones de gobiernos.
Problemas pueden surgir dado que la mayoría de actores humanitarios dependen en diferentes grados de donantes gubernamentales. Por este motivo, para algunas organizaciones es difícil mantener su independencia de los donantes y no se debe confundirlos en el terreno con los gobiernos que pueden ser involucrados en las hostilidades. El CICR ha creado el ejemplo para mantener a su independencia (y neutralidad) solicitando sus fondos de gobiernos a través del uso de llamamientos separados para su sede y sus operaciones en el terreno.

### Principios centrales
Los principios centrales son las características definitivas, las condiciones necesarias para la respuesta humanitaria. Las organizaciones tales como las fuerzas militares y las corporaciones pueden enviar asistencia a las comunidades afectadas por el desastre para poder salvar vidas y aliviar el sufrimiento, pero no son considerados ser parte del sector humanitario como actores humanitarios dado que su respuesta no está basada en los principios centrales.

### Proselitismo
La provisión de la ayuda no debe explotar a la vulnerabilidad de las víctimas y ser utilizado para avanzar a credos políticos o religiosos. Todas los actores humanitarios cuando firman el Código de Conducta CR/ONG, se han comprometido a no utilizar a la respuesta humanitaria para avanzar credos políticos o religiosos.

## Principios basados en experiencia de campo en emergencias
Todos estos principios alistados son requisitos importantes para operaciones de campo efectivos. Están basados sobre experiencia amplia de campo por parte de los actores humanitarios. En situaciones de conflicto, su brecha puede afectar drásticamente la capacidad de los actores de responder a las necesidades de las víctimas.
Si una parte en el conflicto cree, por ejemplo, que un actor está favoreciendo al lado contrario, o que es un agente del enemigo, acceso humanitario a las víctimas puede ser bloqueada y las vidas de los trabajadores humanitarios pueden ponerse en peligro. Si una de las partes percibe que un actor está tratando de avanzar un credo religioso diferente, puede causar una reacción hostil por razón de sus actividades.

## Rendición de Cuentas Humanitarias
La rendición de cuentas se ha definido como: "los procesos a través de cual una organización se compromete a responder a y balancear las necesidades de las contrapartes en sus procesos de toma de decisión y sus actividades, y responde de acuerdo a este compromiso." Humanitarian Accountability Partnership International adds: “Accountability is about using power responsibly.”
Artículo 9 del Código de Conducta de la CR/ONG dice que: "Nos mantenemos responsables tanto a ellos quienes buscamos a asistir y ellos de quienes recibimos recursos;" y así identifique las dos contrapartes claves: los donantes y los beneficiarios.  Sin embargo, los actores humanitarios tradicionales han tenido la tendencia de practicar principalmente una "rendición de cuentas hacía arriba", ie., hacía sus donantes.
La experiencia de muchos actores humanitarios durante el Genocidio de Ruanda resultó en una serie de iniciativas diseñadas a mejorar la ayuda humanitaria y la rendición de cuentas, particularmente con respecto a los beneficiarios.  Ejemplos incluyen el Proyecto Esfera, ALNAP , Compas ,  el Código Mejor Práctica Personas en Ayuda  Archivado el 3 de marzo de 2016 en Wayback Machine., y la Alianza Humanitaria de Rendición de Cuentas Internacional, cual maneja un "programa de seguro de calidad para actores humanitarios."

## Principios adicionales
El Código de Conducta CR/ONG también tiene una lista de varios principios adicionales de aspiración cuales se derivan de la experiencia con ayuda humanitaria.
- Agencias deben operar respectando culturas y costumbres locales
- La respuesta humanitaria debe utilizar recursos y capacidades locales en lo posible
- La respuesta de emergencia debe buscar en reducir vulnerabilidades en el futuro
- La participación de los beneficiarios debe ser fomentada
- Las agencias deben responder tanto a donantes como a beneficiarios
- Actores humanitarios deben utilizar sus actividades de publicidad para representar a las víctimas como seres humanos con dignidad, no sin esperanza.

## El derecho a una vida con dignidad
La Carta Humanitaria del Proyecto Esfera utiliza a un lenguaje de derechos humanos para recordar que el derecho a la vida cual está proclamada en la Declaración Universal de Derechos Humanos y la Pacto Internacional de Derechos Civiles y Políticos se relaciona con la dignidad humana.

## Vulnerabilidad y temas de comportamiento
Los principios humanitarios están principalmente enfocados en el comportamiento de las organizaciones.  Sin embargo, una respuesta humana implica que los trabajadores humanitarios no se aprovechan de las vulnerabilidades de las personas afectadas por la guerra y la violencia.  Los actores humanitarios tienen la responsabilidad de desarrollar reglas de conducta de personal cuales previenen abuso a los beneficiarios.

### Explotación sexual y abuso
Un tema problemático está relacionado con la explotación sexual y abuso de los beneficiarios por parte de trabajadores humanitarios.  En una emergencia en donde las víctimas han perdido todo, las mujeres y niñas están particularmente vulnerables al abuso sexual.
Una serie de informes identificaron la explotación sexual de refugiados en África Occidental y empujó a la comunidad humanitaria a trabajar conjuntamente en examinar el problema y tomar medidas para prevenir abusos.  En julio de 2002, el IASC adoptó un Plan de Acción cual anunció: "La explotación sexual y abuso por trabajadores humanitarios constituyen actos de mala conducta grave y por esta razón son la base para término de empleo."  El plan explícitamente prohibió el "intercambio de dinero, empleo, bienes o servicios a cambio de sexo, incluyendo favores sexuales o formas de comportamiento humillante, degradante o explotativo."  Los actores humanitarios y las Agencias SNU se comprometieron a establecer estructuras internas para prevenir la explotación sexual y abuso de los beneficiarios.

## Cumplimiento
A pesar de muchos esfuerzos, poco ha resultado en el sector humanitario para monitorear el cumplimiento con los principios humanitarios.
Las estructuras internas de actores del Movimiento de la Cruz Roja monitorean el cumplimiento con los Principios Fundamentales de la Cruz Roja.
El Código de Conducta CR/ONG es de auto-monitoreo.  Se incluye revisión de pares entre los miembros para asegurar el cumplimiento de los Principios.